# صخر إيوزون كندنس

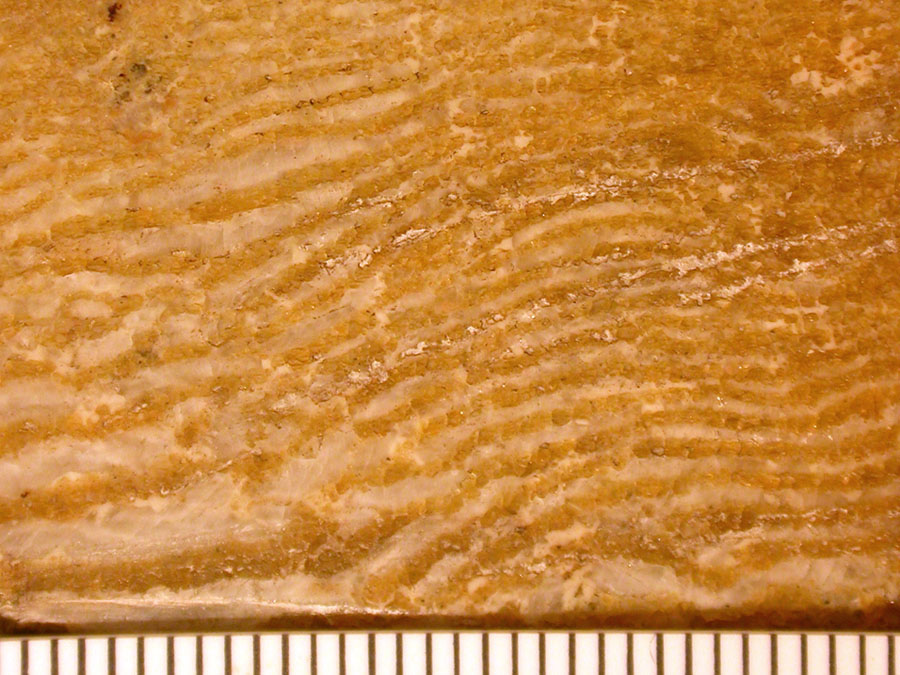
إيوزون كندنس من عصر ما قبل الكمبري في كندا، صخرة متحولة من الكالسيت وصخور السربنتينبين الطبقي. المقياس بالمليمتر (مم).

Eozoön canadense (إيوزون كندنس) (حرفيا، «حيوان فجر كندا») هو أحفور كاذب.
جون ويليام داوسون (1865) وصف البنية المتحدة للكالسيت البلوري الخشن والسربنتين كمنخربات عملاقة، مما جعلها أقدم أحفور معروف. وقد وجدت في الحجر الجيري المتحول لعصر ما قبل الكمبري في كندا، في كوت سانت بيير بالقرب من غرينفيل (مقاطعة كيبك) عام 1863. ووجدت بعد ذلك في عدة أماكن أخرى مختلفة. وأطلق عليها داوسون بأنها «واحدة من أكثر الأحجار الكريمة إشراقًا في المملكة العلمية للمسح الجيولوجي بكندا». وفي عام 1894، تبين أن المكان الذي وجدت به كان مرتبطًا بالتحول (أوبرين، 1970؛ أدلمان، 2007)..
تم بعد ذلك العثور على صخور إيوزون  مماثلة في كتل الحجر الجيري المتحول النابع من جبل فيزوف، حيث كانت العمليات الفيزيائية والكيميائية عالية الحرارة هي المسؤولة عن تكونها (أوبرين، 1970).